# LonWorks
LonWorks (англ. local operating network) — сетевая платформа для достижения производительности, гибкости, соответствия инсталляционным и эксплуатационным потребностям в задачах активного мониторинга и управления.
Платформа построена на созданном компанией Echelon Corporation протоколе сетевого взаимодействия устройств через различные среды передачи данных, такие как витая пара, линии электропитания, оптоволокно и беспроводные радиочастотные. LonWorks широко используется для автоматизации различных процессов и функций зданий, например, управление освещением, отоплением, вентиляцией и кондиционированием; см. Интеллектуальное здание.

## Истоки
Платформа взяла своё начало с создания чипа, технологии передачи сигналов по витой паре и линиям электропитания, маршрутизаторов, сетевого управляющего программного обеспечения и других продуктов. Начало было положено компанией Echelon Corporation. В 1999 коммуникационный протокол LonWorks — LonTalk был представлен на рассмотрение в ANSI (American National Standards Institute) и принят как стандарт для сетей управления (ANSI/EIA709.1-B). Созданные фирмой Echelon технологии передачи сигналов по витой паре и линиям электропитания были также представлены в ANSI для стандартизации и утверждения. С тех пор ANSI/EIA709.1 был принят как базис для стандартов IEEE 1473-L (управление в поездах), AAR (Association of American Railroads) электро-пневматических тормозных систем грузовых поездов, IFSF (управление автозаправочной станцией), SEMI (производство полупроводникового оборудования) и в 2005 как EN14908 (Европейский стандарт автоматизации зданий). Также протокол LonTalk используется как один из уровней данных в BACnet ASHRAE/ANSI стандарта для автоматизации зданий.

## Использование
Принятие протокола LonTalk как ANSI стандарта стимулировало появление стандартов в различных областях индустрии, включая IEEE 1473-L (управление в поездах), AAR (Association of American Railroads) электро-пневматических тормозных систем грузовых поездов, IFSF (управление автозаправочной станцией), SEMI (производство полупроводникового оборудования). Протокол используется как один из уровней данных/физический в BACnet ASHRAE/стандарт ANSI стандарт для автоматизации зданий. Более того, в 2005 Европейское сообщество приняло стандарт автоматизации зданий EN14908, в основу которого положен LonWorks; Китай ратифицировал технологию как национальный стандарт управляющих сетей — GB/Z 20177.1-2006 и как стандарт интеллектуальных зданий и строений — GB/T 20299.4-2006; в 2007 CECED, Европейский комитет производителей бытовой техники принял протокол как часть стандарта Управление и мониторинг бытовой техники — Спецификация межсетевого использования (Household Appliances Control and Monitoring — Application Interworking Specification (AIS)).
К 2006 примерно 60 миллионов устройств, использующих LonWorks технологию, были инсталлированы по всему миру. Производители в различных областях индустрии, включая здания, дома, транспорт, коммунальные услуги, и индустриальная автоматизация имеют адаптированную платформу как базис для своего продукта и предложений сервиса. Статистические данные относительно количества мест использования технологии LonWorks недостаточны, но известно, что продукты и приложения, построенные на платформе, включают такие разнообразные функции, как встроенное управление машин и станков, системы управления освещением городских и шоссейных улиц, системы отопления и кондиционирования воздуха, интеллектуальное измерение электроэнергии, контроль и управление поездами метро, освещение стадионов и управление громкоговорителями, системы безопасности, пожарной сигнализации и пожаротушения, контроль местоположения.

## Технические детали
Два физических уровня технологии передачи сигналов, по витой паре и линиям электропитания, обычно включены в каждый из стандартов, созданных на базе технологии LonWorks. Дополнительно платформа LonWorks также примыкает к IP-стандарту туннелирования, EIA-852, который используется множеством производителей как средство информационного соединения и взаимодействия устройств предварительно развернутых или новых сетей LonWorks с IP-приложениями или программными средствами удаленного сетевого управления. Большинство LonWorks приложений управления реализует своего рода IP-интеграцию или на уровне пользовательского интерфейса/прикладного уровня, или в инфраструктуре средств управления. Это достигается с использованием WEB-сервисов или продуктов IP-маршрутизации.
Созданный компанией Echelon 8-битный процессор, называемый «Neuron chip», был изначально единственным средством имплементации протокола LonTalk, и используется в большинстве LonWorks устройств. Позднее протокол был опубликован и сделан доступным для процессоров общего назначения — порт стандарта ANSI/EIA709.1 в IP-базирующиеся или 32-битные чипы. Однако, это было относительно недавней разработкой и не было широко распространено.

## Применения использующие LonWorks
- Управление поставками
- Производство полупроводниковых приборов
- Системы управления освещением
- Системы управления потреблением энергии
- Системы отопления/вентиляции/кондиционирования воздуха
- Системы безопасности
- Домашняя автоматизация
- Управление бытовой техникой
- Уличное освещение, мониторинг и управление
- Управление автозаправочной станцией (IFSF)

## SNVTs (Standard Network Variable Types)
Стандартные типы сетевых переменных — одно из ключевых понятий интероперабельности (способности к взаимодействию) систем. Стандартизация переменных использует описания физических понятий и вещей в LonWorks, этот список стандартных типов поддерживается международной организацией LonMark International, каждый стандартный тип известен как один из Стандартных типов сетевых переменных (SNVTs), так например, термостат, использующий температурную SNVT, ожидаемо произведет число между нулём и 65535, которое считается равным температуре между −274 и 6279,5 градусами Цельсия.

### Блоги
- M2E — Machine-2-Enterprise Integration
- Facility management using LON

## Другие ресурсы
- LonWorks Protocol information
- Additional Neuron C Data Element Storage Information

## Книги
- Дитмар Дитрих, Дитмар Лой, Ганс Юрген Швайнцер. LON-технология: построение распределенных приложений Пер. с нем.- под ред. О. Б. Низамутдинова. — Пермь: Звезда, 1999—424 с., ISBN 5-88187-052-2
- LON-Technologie : verteilte Systeme in der Anwendung / Dietmar Dietrich … (Hrsg.).- Heidelberg : Huthig, 1997, ISBN 3-7785-2581-6
- Тирш Ф. Введение в технологию LONWORKS. Пер. с англ. М.: Энергоатомиздат, 2001. — 144с.,ил, ISBN 5-283-0317-5 (ошибоч.) (рус)